# Estadi BC Place
L'Estadi BC Place (en anglès: BC Place Stadium) és un estadi multiusos canadenc situat a la ciutat de Vancouver (Colúmbia Britànica, Canadà). Durant la realització dels Jocs Olímpics d'Hivern de 2010 a la ciutat de Vancouver l'estadi fou utilitzat per a la realització de la cerimònia d'obertura i clausura dels Jocs.
Va ser inaugurat el 19 de juny de 1983 com un estadi indoor. El primer gran esdeveniment disputat a l'estadi fou el 20 de juny el partit entre Vancouver Whitecaps i Seattle Sounders de la North American Soccer League (NASL) que reuní 60.342 espectadors.

## Inquilins de l'estadi
- BC Lions (Canadian Football League) (1983–present)[5][6]
- Vancouver Whitecaps FC (Major League Soccer) (2011–present)
- Vancouver Whitecaps (North American Soccer League) (1983–1984)
- Vancouver Nighthawks (World Basketball League) (1988)[7]

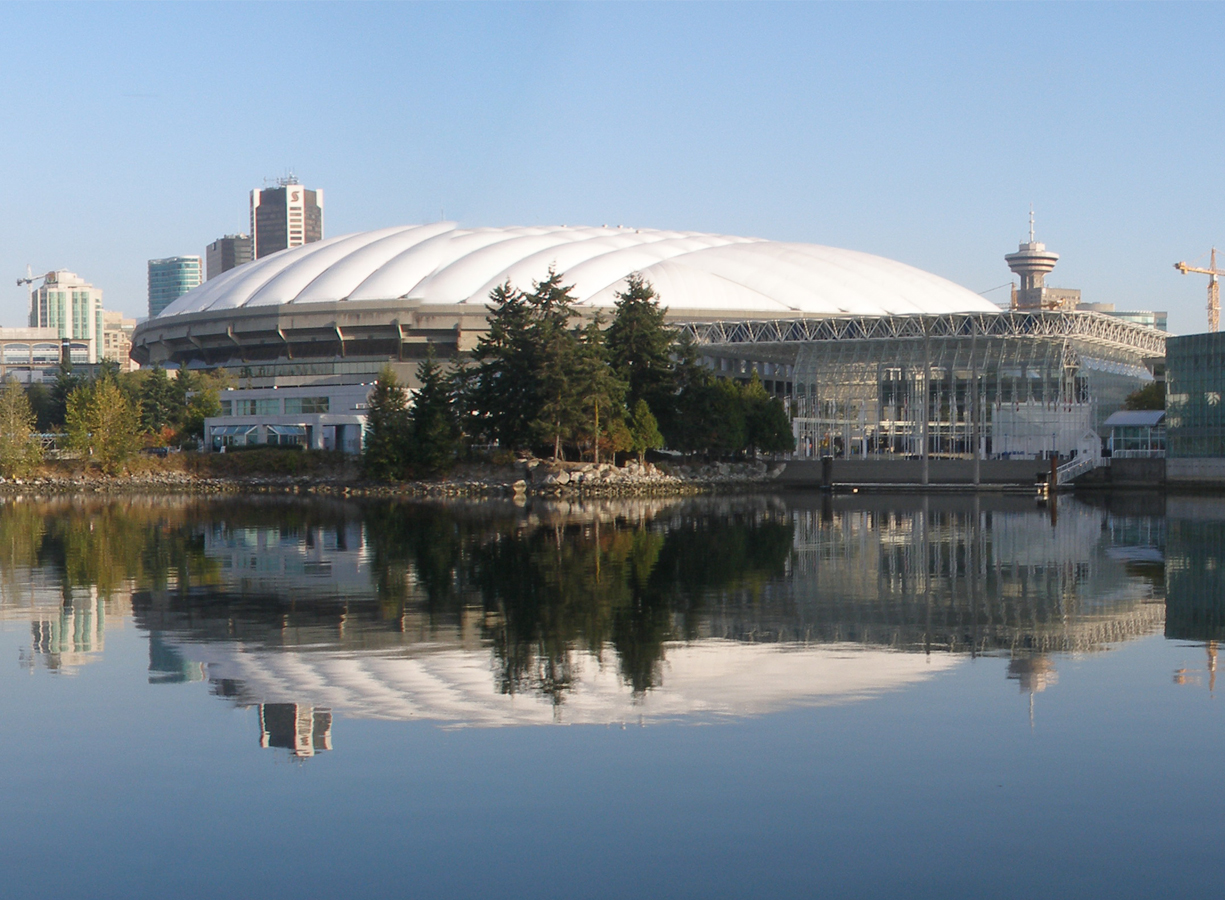
Vista exterior, octubre de 2005.
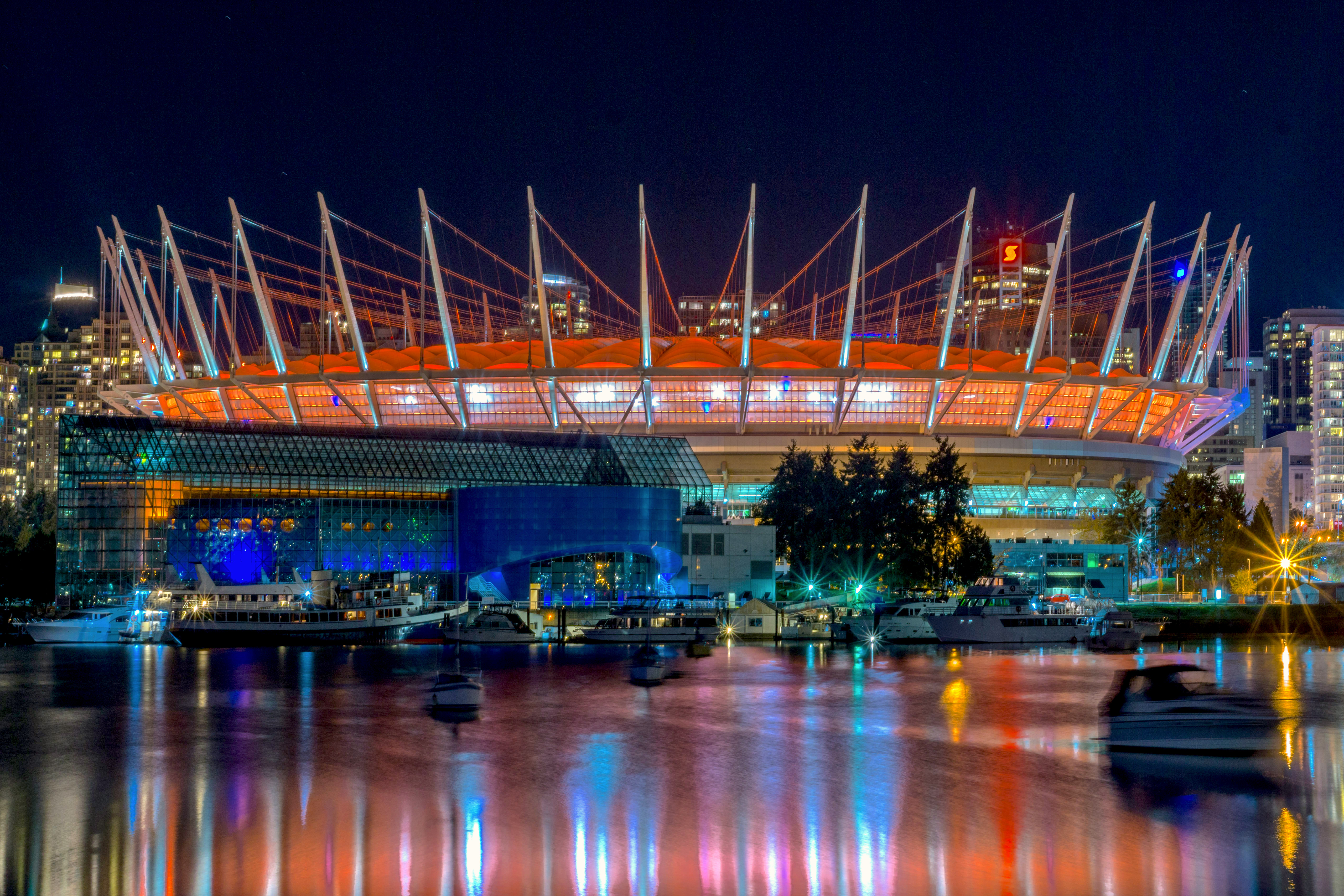
Vista exterior, novembre de 2014.
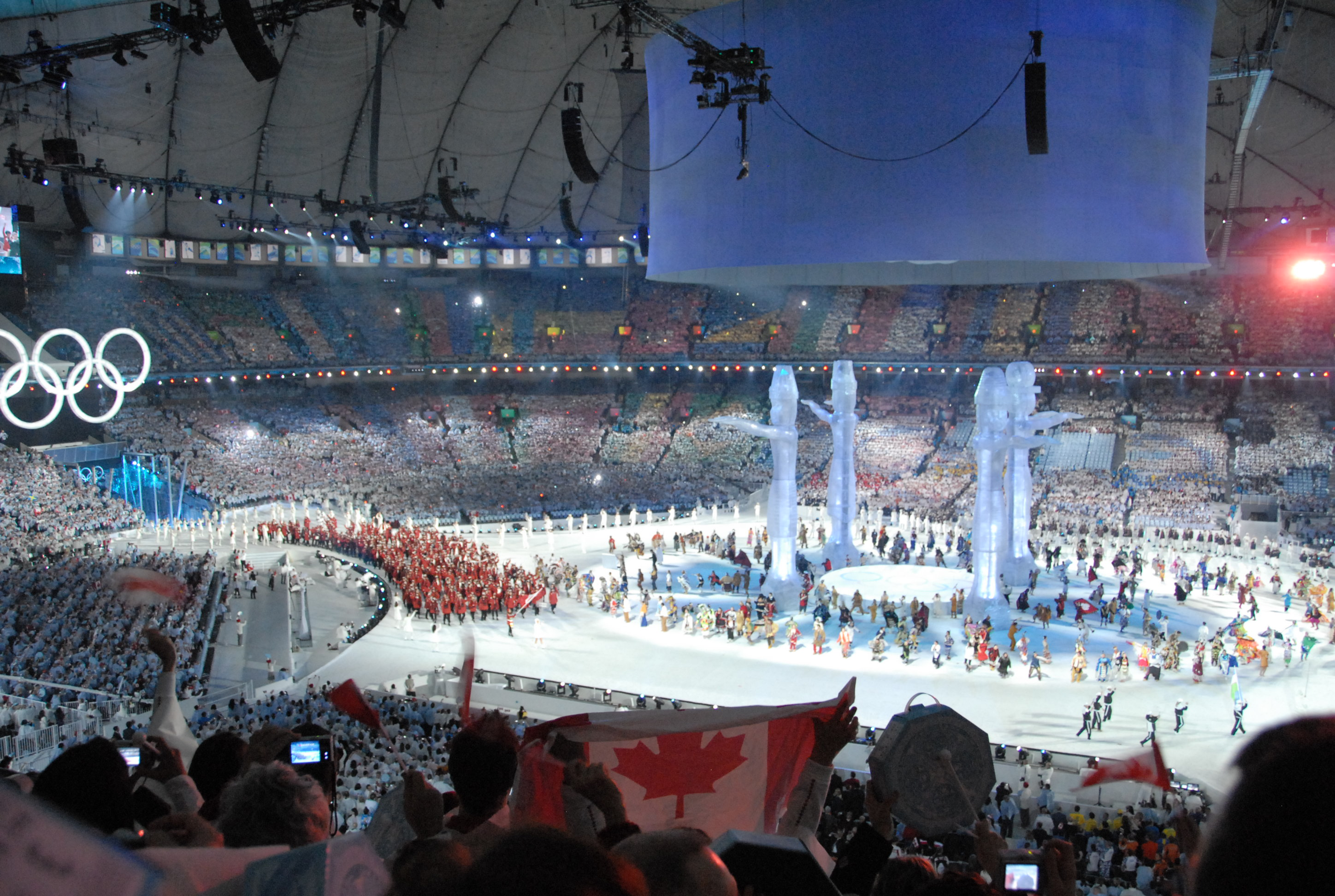
Cerimonia d'obertura dels Jocs Olímpics d'Hivern de 2010.
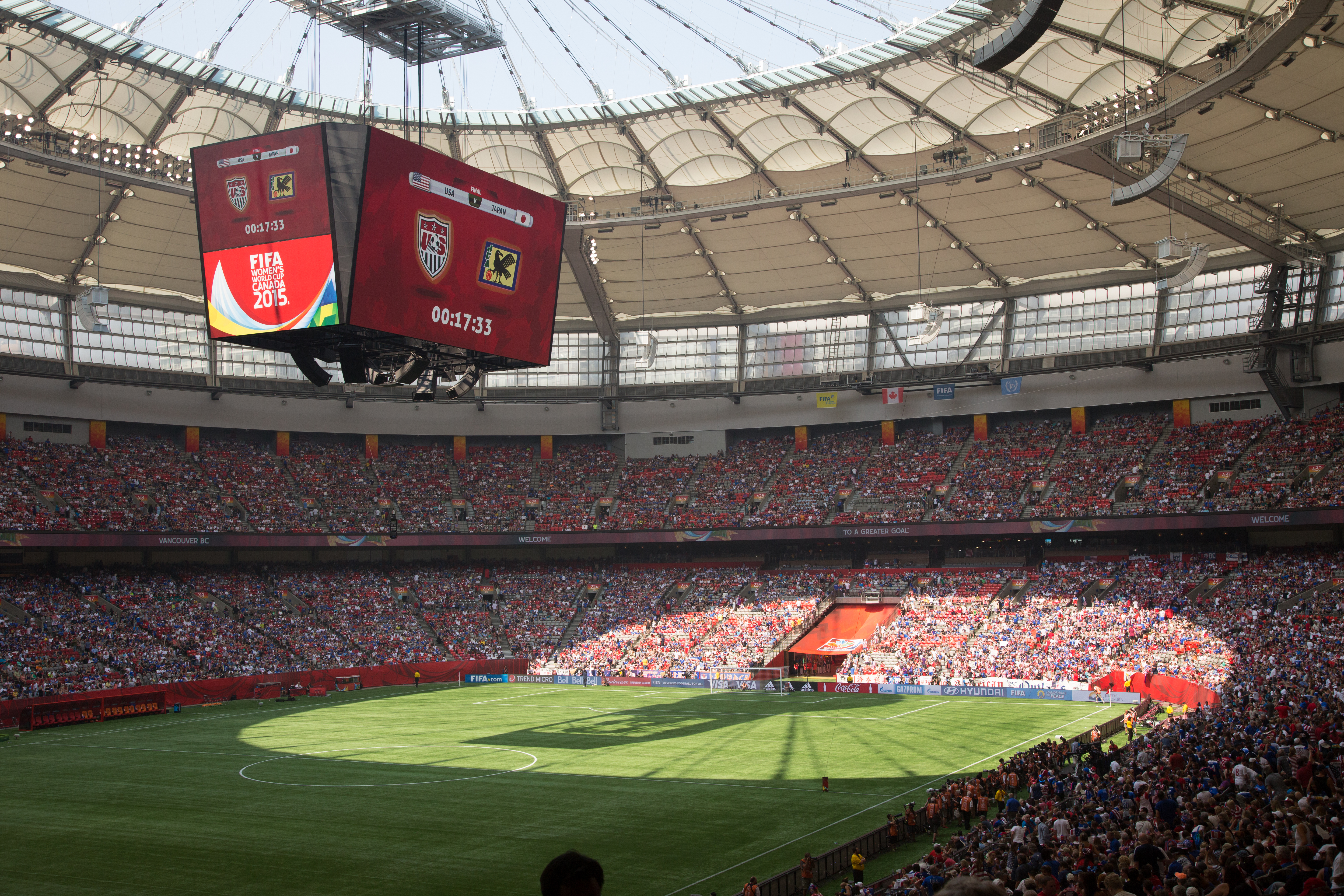
Vista de l'estadi durant la Copa del Món Femenina de Futbol de 2015.
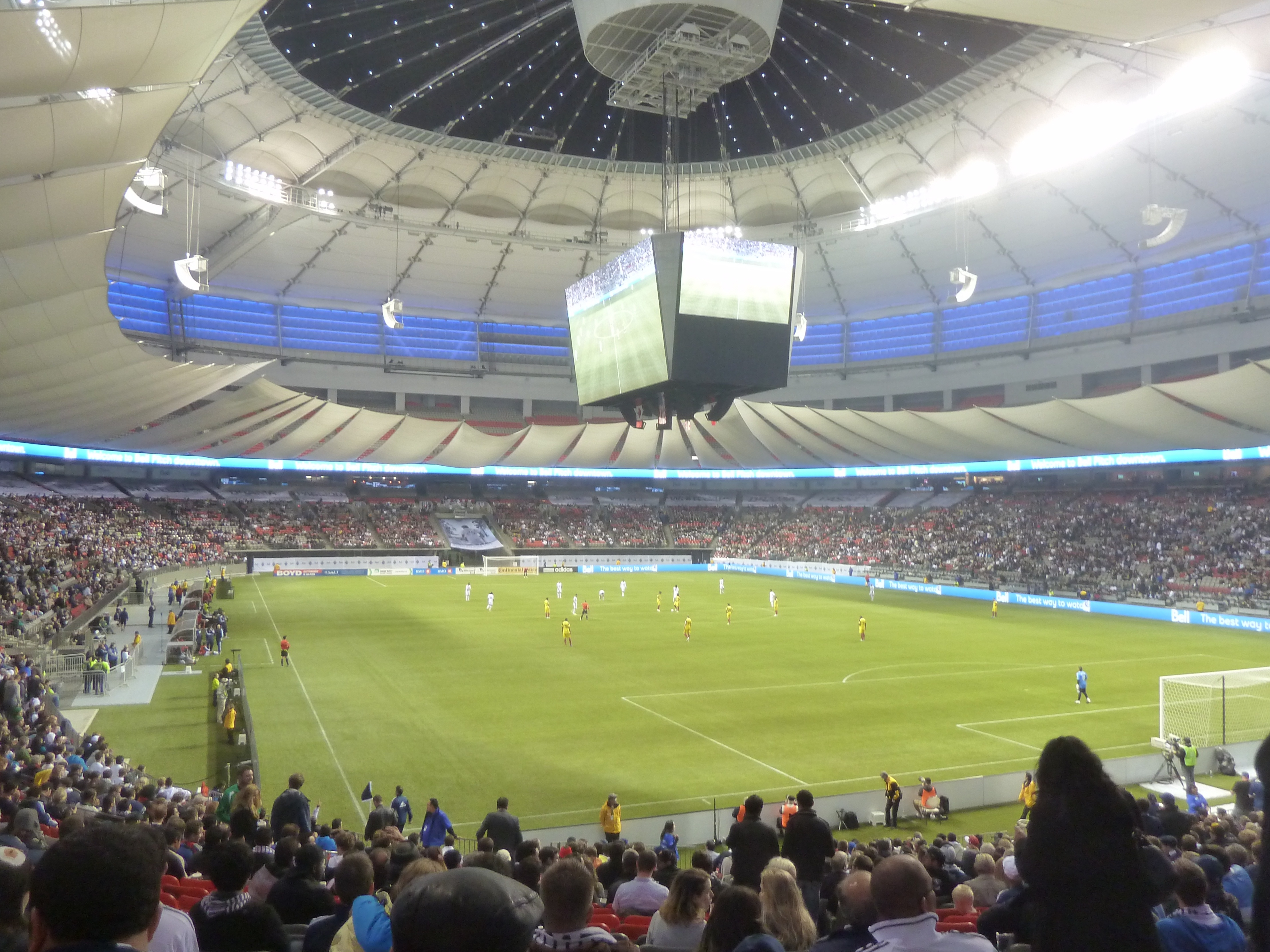
Partit de futbol entre Vancouver Whitecaps FC i Real Salt Lake.